# Geraldo Luís
Geraldo Luís Sacramento (Limeira, 13 de maio de 1971) é um jornalista, apresentador e radialista brasileiro. Tornou-se conhecido pelo bordão "Balança", lançado na época em que foi apresentador do telejornal Balanço Geral na Record.

## Carreira
Formado em jornalismo pela Universidade Metodista de Piracicaba, Geraldo começou em 1989 na Educadora FM, onde se tornou repórter policial em Limeira/SP como repórter policial ao lado de Rubens Pinheiro Alves que foi quem o convidou. Geraldo foi repórter policial durante 20 anos. Seu primeiro programa foi o regional A Hora da Verdade, da TV Jornal de Limeira. Sua primeira aparição em rede nacional foi na RedeTV!, onde era repórter do jornal policial Repórter Cidadão.
Ele estreou na Record em 1º de dezembro de 2007, como apresentador desconhecido pelo público. Porém, Geraldo conquistou o público pelo seu jeito popular. Realizou matérias juntamente com moradores de rua, ambulantes, garis, entre outros. No seu comando, o Balanço Geral se diferenciava das edições de outras cidades, pois esse não noticiava nenhum tipo de notícia. O único caso que insistentemente foi recorrido foi o Caso Isabella Nardoni. Após um ano e quatro meses de exibição, Geraldo deixou de apresentar o Balanço Geral para apresentar um novo projeto da Record, referente a um programa popular que em 6 de julho de 2009 estreou como Geraldo Brasil, mas o programa veio ao fim em 27 de novembro de 2009, apenas seis meses após sua estreia. Após isso, Geraldo retornou ao Balanço Geral.
Em 2014, Geraldo Luís estreou aos domingos no comando do Domingo Show, deixando o telejornal diário, voltando apenas no dia 30 de setembro de 2019, após a saída do titular Reinaldo Gottino para a CNN Brasil. No dia 17 de abril de 2016, por conta do cobertura do processo de impeachment de Dilma Rousseff, o programa Domingo Show foi interrompido, para dar lugar à cobertura jornalística. Geraldo reclamou disso no ar e foi suspenso pela emissora, sendo substituído por Luiz Bacci. Logo depois, a emissora mudou de ideia e decidiu colocar Luiz Bacci como apresentador efetivo do programa. A troca de apresentadores causou revolta nos telespectadores, que reagiram nas redes sociais pedindo a volta de Geraldo, e a página oficial da atração, que possui mais de 1 milhão e 700 mil fãs, foi tomada por comentários criticando a atitude da Record. Após um mês de afastamento, a Record decidiu dar uma nova chance ao apresentador, que retornou ao comando do programa no dia 22 de maio de 2016. Porém, o contrato de Luiz Bacci não foi afetado, pois ele continua contratado pela emissora e apenas deixou a atração.
No dia 19 de setembro de 2019, a Record anunciou a volta de Geraldo Luís ao programa Balanço Geral de São Paulo. Em 17 de março de 2020, a direção da emissora afastou o apresentador em função de fazer parte do grupo de risco do novo coronavírus. Em seu lugar entrou o jornalista e apresentador Matheus Furlan, que comandou o programa até o retorno de Reinaldo Gottino à Record, fato ocorrido em 8 de junho do mesmo ano.
Por enquanto, Geraldo Luís não tem previsão de volta aos estúdios da emissora do bispo Edir Macedo. Em 16 de outubro de 2020, lançou seu canal no Youtube e anunciou a renovação de contrato.
Em 20 de janeiro de 2021, retorna a TV comandando o semanal A Noite é Nossa, exibido às quartas-feiras.Em fevereiro, se afasta em função da COVID-19, no qual ficou 22 dias internado.Em maio, após o fim do programa semanal. foi confirmado como co-apresentador do Balanço Geral, com estreia em 7 de junho.
Em 2023 foi afastado da bancada do Balanço Geral, sendo visto como repórter de madrugada, logo depois, no dia 31 de maio de 2023, rescinde o contrato com a RecordTV de maneira amigável.
Em 8 de agosto de 2023, Geraldo assina novamente com a RedeTV!, onde passará a comandar uma atração dominical. Antes, no dia 10 de outubro, estreou nas noites de terça o Ultra Show, também comandado por ele. Em março de 2025, teve o contrato com a emissora rescindido por baixos desempenho de seus programas. Em agosto de 2025, foi contratado pelo SBT para ser um dos apresentadores principais da nova versão do telejornal Aqui Agora, ao lado de Dani Brandi e Marcos Pagetti. 

## Vida pessoal
Geraldo tem um filho chamado João Pedro. Namorou a atriz Franciely Freduzeski, até o dia 29 de outubro de 2009, quando anunciaram o fim do namoro no programa Hoje em Dia. Geraldo Luís tem uma instituição de caridade chamada "Casa da Sopa" que fica em Limeira e visa ajudar pessoas carentes. Esta, além de refeições diárias, também capacita os excluídos e presta serviços de cunho pessoal, como cortes de cabelo e etc.

## Trabalhos

### Televisão
| Ano           | Título                              | Cargo        | Emissora         |
| ------------- | ----------------------------------- | ------------ | ---------------- |
| 2002–05       | Repórter Cidadão                    | Repórter     | RedeTV!          |
| 2006–07       | A Hora da Verdade                   | Apresentador | TV Jornal        |
| 2007–09       | Balanço Geral SP                    | Apresentador | Record São Paulo |
| 2009          | Geraldo Brasil                      | Apresentador | Record           |
| 2010–14       | Balanço Geral SP                    | Apresentador | Record São Paulo |
| 2013          | Domingo da Gente                    | Apresentador | Record           |
| 2014–19       | Domingo Show                        | Apresentador | Record           |
| 2017          | Geraldo Brasil                      | Apresentador | Record           |
| 2019–20       | Balanço Geral SP                    | Apresentador | Record São Paulo |
| 2021          | A Noite é Nossa                     | Apresentador | Record           |
| 2021          | Balanço Geral Manhã                 | Apresentador | Record           |
| 2021–22       | Balanço Geral SP Manhã              | Apresentador | Record São Paulo |
| 2022–23       | Balanço Geral - Edição de Sábado    | Apresentador | Record           |
| 2023–24       | Ultra Show Sidney Oliveira          | Apresentador | RedeTV!          |
| 2024–2025     | Geral do Povo                       | Apresentador | RedeTV!          |
| 2024–2025     | Ultra Prêmio Show - Sidney Oliveira | Apresentador | RedeTV!          |
| 2025          | No Alvo                             | Convidado    | SBT              |
| 2025–presente | Aqui Agora                          | Apresentador | SBT              |

### Rádio
| Ano     | Título            | Cargo    | Notas        |
| ------- | ----------------- | -------- | ------------ |
| 1989–95 | Bom Dia Educadora | Repórter | Educadora FM |

### Internet
| Ano           | Título       | Cargo        | Plataforma |
| ------------- | ------------ | ------------ | ---------- |
| 2020-presente | Geraldo Luís | Apresentador | YouTube    |